# 罗恩·柯克
罗恩·柯克（英語：Ronald Kirk，1954年6月27日—），民主黨人，曾於贝拉克·奥巴马政府時期出任美國貿易代表。

## 生平
1954年，出生于得克萨斯州奥斯汀。
1976年，毕业于奥斯汀学院。
1979年，获得德克萨斯大学法学博士学位。
1995年，任德克萨斯州达拉斯市市长。
2009年，任美国贸易代表。